# Brein (boek)
Brein (oorspronkelijke Engelse titel: Brain) is een boek geschreven door de Amerikaanse schrijver Robin Cook.

## Verhaal
Wanneer er vijf patiënten, die werden opgenomen voor een eenvoudige ingreep in het mortuarium belanden gaat Martin Philips op onderzoek uit. Hierbij ontdekt hij dat er hersenen van overleden patiënten verdwijnen. Als hij het raadsel oplost is het veel afschuwelijker dan hij zich ooit had kunnen voorstellen.